# Gare de Croix-d’Hins
Gare de Croix-d'Hins vasútállomás Franciaországban, Marcheprime településen.

## Vasútvonalak
Az állomást az alábbi vasútvonalak érintik:
- Bordeaux–Irun-vasútvonal

## Kapcsolódó állomások
A vasútállomáshoz az alábbi állomások vannak a legközelebb:
- Gare de Marcheprime